# Manota whiteleyi
Manota whiteleyi är en tvåvingeart som beskrevs av Jaschof och Mikhail B. Mostovski 2006. Manota whiteleyi ingår i släktet Manota och familjen svampmyggor. Inga underarter finns listade i Catalogue of Life.